# Berta Lutz
Bertha Maria Julia Lutz (São Paulo, 2 de agosto de 1894 - Río de Janeiro, 16 de septiembre de 1976) fue una naturalista, zoóloga, profesora y pionera del feminismo en Brasil. En 1945 jugó un papel fundamental para que la Carta de las Naciones Unidas mencionara a las mujeres.

## Biografía
De Hija del médico y epidemiólogo suizo Adolfo Lutz (1855-1940) y de la enfermera inglesa Fowler Lutz.
Estudió ciencias naturales y fue zoóloga en París, en la Sorbona, con especialización en anfibios anuros; habiendo estudiado especies de ranas de la familia Hylidae. La rana rápida de Lutz (Paratelmatobius lutzii Lutz & Carvalho, 1958) fue codescripta por ella. Zoóloga de profesión, en 1919, fue contratada por el Museu Nacional do Rio de Janeiro, alcanzó enorme repercusión en el país, debido a que el acceso a los cargos públicos estaba prohibido a las mujeres en ese momento. Más tarde, se convirtió en naturalista de la Sección Botánica, de la misma institución.
Después de tomar contacto con los movimientos feministas de Europa, y de EE. UU., Berta creó las bases del feminismo brasileño. En 1922 fundó la Federación Brasileña para el Progreso Femenino (FBPF) después de representar a Brasil en la Asamblea general de la "Liga de las Mujeres Sufragistas", realizada en Estados Unidos, donde fue elegida vicepresidenta de la Sociedad Panamericana.
Fue elegida suplente como diputada federal en 1934, después de no ganar en dos elecciones. En 1936 asumió el mandato. Sus principales banderas de lucha fueron los cambios en la legislación laboral con respecto al trabajo femenino e infantil, e incluso la igualdad de remuneración entre varones y mujeres. En 1937, con el golpe del Estado Novo, Getúlio Vargas clausuró ambas Cámaras, haciéndole perder su mandato.
En 1945 fue una de las pocas mujeres que pudieron participar en la Conferencia de la ONU de San Francisco en la que se firmó la Carta de las Naciones Unidas. Como embajadora de Brasil en dicha conferencia Lutz jugó un papel fundamental en que la carta mencionara explícitamente a las mujeres.

## Algunas publicaciones

### Depolítica
- Sobre a nacionalidade da mulher casada nas repúblicas americanas. Pan American Union. 8 pp. 1923

- D. Bertha Lutz: homenagem das senhoras brasileiras a illustre presidente da União inter-americana de mulheres. Ed.	Typ. do Jornal do commercio, de Rodrigues & C. 21 pp. 1925

- A Federação Brasileira pelo Progresso Feminino: seus fins. Con Carmen de Carvalho, y Orminda Bastos. Ed. Officinas Graphicas do Jornal do Brasil. 19 pp. 1930

- A nacionalidade da mulher casada perante o direito internacional privado. I. Pongetti, Niterói. 108 pp. 1933

- 13 principios básicos: suggestões ao ante-projecto da constituição. Ed. Federação Brasileira Pelo Progresso Feminino. 64 pp. 1933

### De ciencia
- Índice dos Archivos do Museu Nacional. Museu Nacional (Brasil), Impr. Nacional, 1920

- Estudios sobre a biologia floral da Mangifera indica L. Ed. Museu Nacional. 158 pp. 1923

- The flora of the Serra da Bocaina. 1926

- Wild life in Brazil: a pageant of the fauna that is sheltered in the forests and on the prairies of the largest country in South America. Edición reimpresa en 1932. Reeditó University of Texas Press. 260 pp. ISBN 0-292-70704-5 1973

- British naturalists in Brazil. E. Rodrigues & Cia. 37 pp. 1941

- Biologia e taxonomia de Zachaenus parvulus. 64 pp. 1944

- The development of Eleutherodactylus nasutus Lutz: I. the external embryology of Eleutherodactylus nasutus Lutz. 13 pp. 1946

- Anfíbios anuros do alto Solimões e Rio Negro: apontamentos sôbre algumas formas e suas vicariantes. Con Gertrud Rita Kloss. Ed. Serviço Gráfico do Instituto Brasileiro de Geografía e Estatística. 678 pp. 1952

- Taxonomy of the neotropical Hylidae. Nº 11 de Pearce-Sellards series, Texas Memorial Museum, Austin. Ed. Texas Memorial Museum. 26 pp. 1968

- Brazilian species of Hyla. Con Gualter Adolpho Lutz. Fotografías e ilustrado por Gualter Adolpho Lutz. Ed. University of Texas Press, 260 pp. ISBN 0-292-70704-5 1973

- A função educativa dos museus. Volumen 33 de Série Livros. Con Guilherme Gantois de Miranda. Ed. Museu Nacional, Muiraquitã, 236 pp. ISBN 85-7427-028-8 2008

## Algunos taxones descriptos
Especies vegetales
- (Onagraceae) Oenothera aberrans Lutz, 1916[4]

Especies y subfamilias zoológicas
| - Aplastodiscus musicus (Lutz, 1949) - Cochranella ritae (Lutz, 1952) - Crossodactylus grandis Lutz, 1951 - Dendropsophus meridianus (Lutz, 1954) - Eleutherodactylidae Lutz, 1954 - Eleutherodactylinae Lutz, 1954 - Gastrotheca dunni Lutz, 1977 - Holoaden bradei Lutz, 1958 - Hypsiboas cipoensis (Lutz, 1968) - Hypsiboas goianus (Lutz, 1968) | - Hypsiboas joaquini (Lutz, 1968) - Hypsiboas secedens (Lutz, 1963) - Ischnocnema gualteri (Lutz, 1974) - Ischnocnema hoehnei (Lutz, 1958) - Ischnocnema venancioi (Lutz, 1958) - Paratelmatobius pictiventris Lutz, 1958 - Phyllomedusa ayeaye (Lutz, 1966) - Phyllomedusa distincta Lutz, 1950 - Pristimantis carvalhoi (Lutz, 1952) - Scinax alcatraz (Lutz, 1973) | - Scinax alter (Lutz, 1973) - Scinax angrensis Lutz, 1973 - Scinax caldarum (Lutz, 1968) - Scinax duartei (Lutz, 1951) - Scinax humilis (Lutz, 1954) - Scinax longilineus (Lutz, 1968) - Scinax obtriangulatus (Lutz, 1973) - Scinax perpusillus (Lutz & Lutz, 1939) - Scinax squalirostris (Lutz, 1925) - Scinax trapicheiroi (A. Lutz & B. Lutz, 1954) - Scinax v-signatus (Lutz, 1968) |

## Honores
- Una de las cuatro mujeres que firmaron la Carta de Naciones Unidas, en 25 de octubre de 1945 (79 años), en San Francisco[5]
- también representante por Brasil, para firmar el importante tratado de Asilo diplomático de 1954[6]

## Abreviatura (zoología)
La abreviatura Lutz o B.Lutz  se emplea para indicar a Berta Lutz como autoridad en la descripción y taxonomía en zoología.

- La abreviatura «Lutz» se emplea para indicar a Berta Lutz como autoridad en la descripción y clasificación científica de los vegetales.[7]